# Orchestre baroque d'Helsinki
L'orchestre baroque d'Helsinki (finnois : Helsingin Barokkiorkesteri) est un orchestre spécialisé dans l'interprétation de la musique ancienne et des instruments d'époque basé à Helsinki en Finlande.

## Histoire
En 2005, Aapo Häkkinen a dirigé la plupart des concerts, mais en octobre, l'orchestre a invité une célébrité du baroque américain Skip Sempé pour diriger les Semaines de musique ancienne d'Helsinki. 
Le concert a reçu des critiques élogieuses et la séquence de victoires de l'orchestre s'est poursuivie. Après Skip Sempé, des musiciens européens du baroque ont été invités : Erich Höbarth et Reinhard Goebel.
Dans les années 2005-2008, la réputation de l'orchestre a grandi en Finlande et à l'étranger.
Avec le développement des activités, le nombre d'invités a pu grandir. 
L'orchestre a été dirigé par Rinaldo Alessandrini, Riccardo Minasi et Enrico Onofri, entre autres. 
Parmi les solistes internationaux se sont produits en concerts avec l'orchestre, citons Isabelle Faust, Soile Isokoski, Vesselina Kasarova, María Cristina Kiehr, Julia Lezhneva, Viktoria Mullova, Carolyn Sampson et Nathalie Stutzmann.
À l'automne 2011, l'ouverture de la Maison de la musique d'Helsinki a donné un cadre favorable aux concerts nationaux.
Des concerts de musique ancienne sont organisés régulièrement à la Maison de la musique d'Helsinki et à l'église de la Sainte-Croix de Rauma.
À l'été 2013, l'orchestre baroque d'Helsinki a fondé le festival baroque de Janakkala.

## Présentation

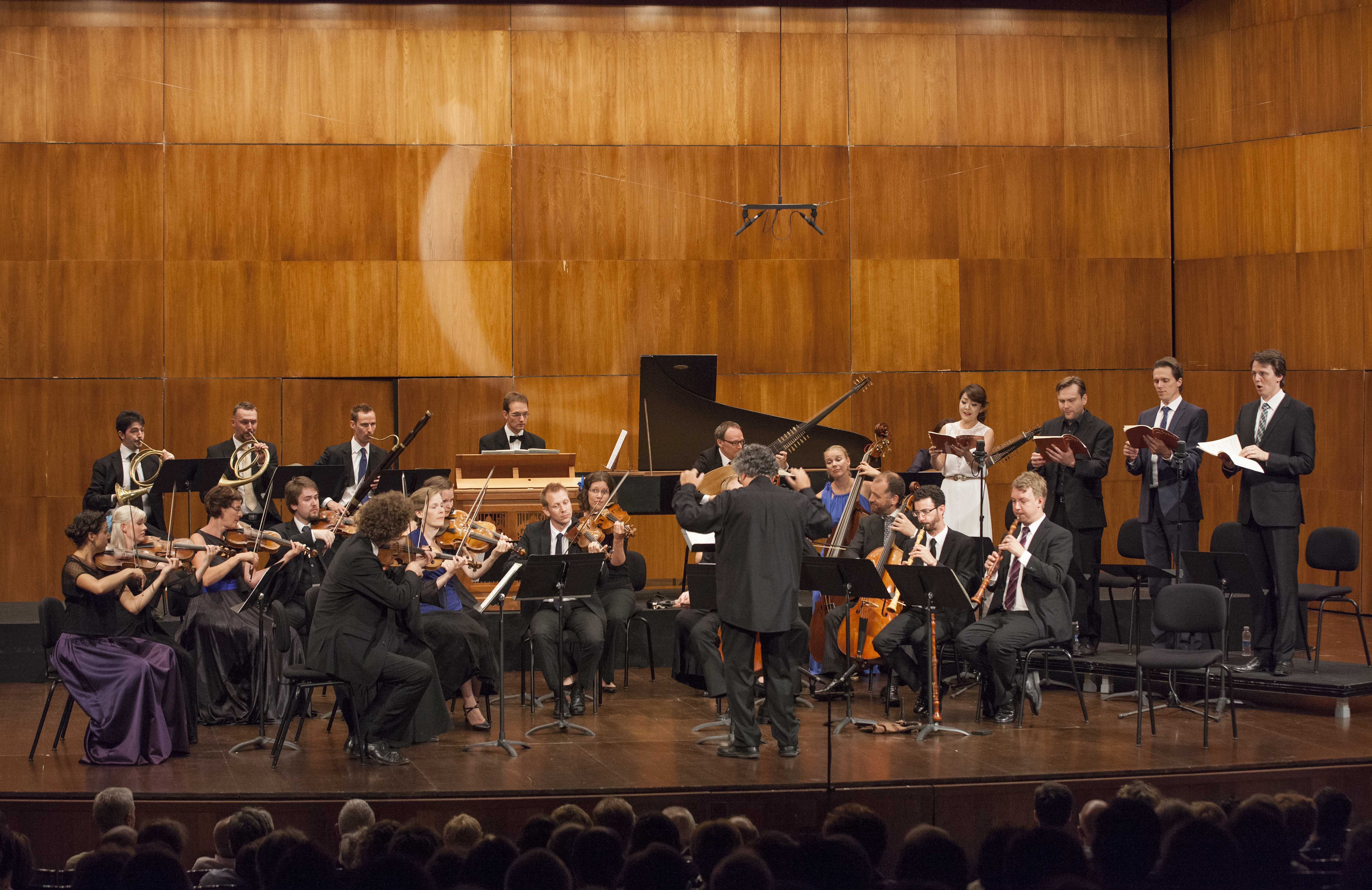
Orchestre baroque d'Helsinki en 2014

L'Orchestre baroque d'Helsinki s'est produit dans de nombreuses salles de premier plan, telles que le Festival d'opéra de Savonlinna, l'Opéra national de Finlande, le Concertgebouw d'Amsterdam, le Wigmore Hall de Londres, l'orchestre philharmonique de Cologne et le Palau de la Música à Madrid. 
Au cours de la saison 2016-17, l'orchestre a joué au Japon, en Chine et en Corée du Sud, qui ont depuis été à nouveau visités. 
L'Orchestre baroque d'Helsinki a créé un grand nombre de répertoires des XVIIe et XVIIIe siècles, tels que des œuvres de la famille Bach, de Dietrich Buxtehude, Marc-Antoine Charpentier et Joseph Martin Kraus, Franz Schubert et Robert Schumann, l'opéra Irene de Johann Adolph Hasse, l'opéra L'Isola disabitata de Joseph Haydn, L'opéra de Haendel et l'opéra Gustav Vaasa de Leopold Kozeluch. 

### Direction artistique
Le claveciniste Aapo Häkkinen est le directeur artistique de l'orchestre depuis 2003.

### Conseil d'administration
| - Eero Holstila, president - Anni Elonen - Kirsi Hokka | - Aapo Häkkinen - Juha Kostiainen - Tero Lehtinen | - Paula Rahtu - Marja Salmela - Carola Teir-Lehtinen |

## Discographie
- Monteverdi, Alba Records, 2004
- Franz Xaver Richter: Grandes Symphonies (1744) Nos. 1–6 (set. 1), Naxos, 2007
- Franz Xaver Richter: Grandes Symphonies (1744) Nos. 7–12 (Set 2), Naxos, 2009
- Johan Joachim Agrell : Orchestral Works, Aeolus, 2010
- František Xaver Dušek : Four Symphonies, Naxos, 2012
- Bach: Harpsichord concertos vol. 1, Aeolus, 2012
- Bach: Harpsichord concertos vol. 2, Aeolus, 2014
- Joseph Martin Kraus: Arias and Overtures, Naxos, 2014